# Emirates SkyCargo
Ne doit pas être confondu avec Emirates Air Line.
Emirates SkyCargo (arabe : الإمارات للشحن الجوي) est une compagnie aérienne de fret basée à Dubaï, aux Émirats arabes unis. En 2020, elle est la quatrième plus grande compagnie de fret aérien au monde en termes de tonnes-kilomètres de fret programmées et de tonnes-kilomètres de fret internationales transportées.
Emirates SkyCargo est la division fret de la compagnie Emirates, qui a débuté ses opérations en octobre 1985, la même année que la création de la compagnie Emirates. Depuis, elle constitue la principale entité de fret du groupe Emirates, et représente la compagnie de fret de référence à l’aéroport international Al Maktoum, qui est son principal hub. Emirates SkyCargo opère des vols cargo dédiés vers 26 destinations depuis cet aéroport, et grâce au réseau de vols passagers d’Emirates, elle a accès à 61 destinations supplémentaires.
En plus d'utiliser les soutes de la flotte passagers d’Emirates, elle exploite également des avions cargo dédiés. Emirates SkyCargo est une filiale du groupe Emirates, qui emploie plus de 100 000 personnes. Elle est entièrement détenue par le gouvernement de Dubaï via l’Investment Corporation of Dubai. Son slogan est : « Delivering the highest standards of product quality » (« Offrir les plus hauts standards de qualité produit »).

## Histoire

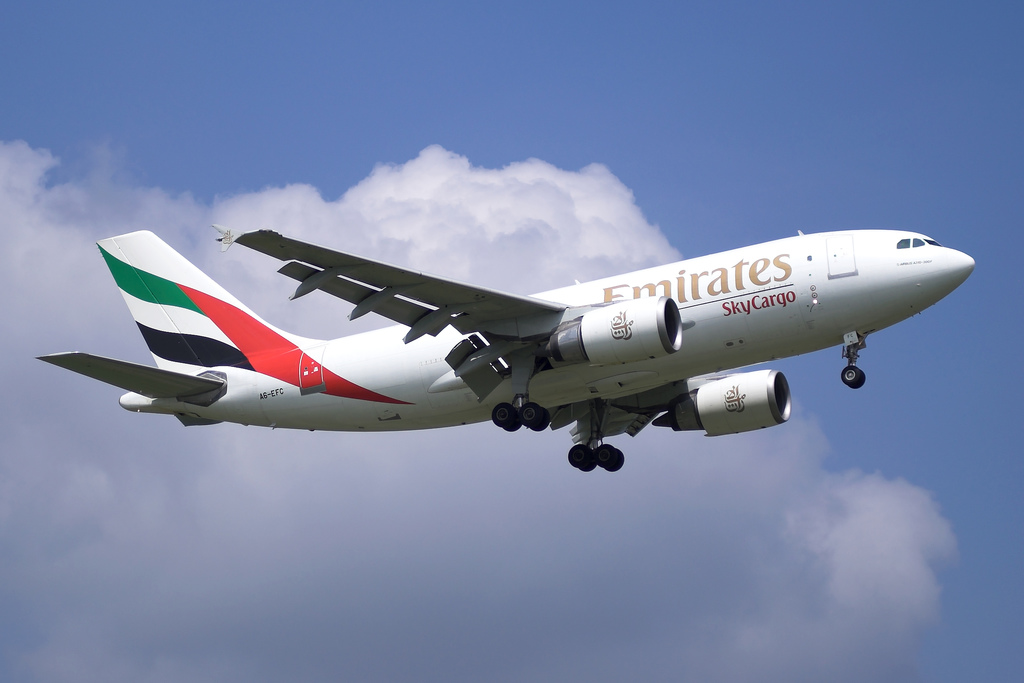
Ancien Airbus A310-300F d’Emirates SkyCargo.

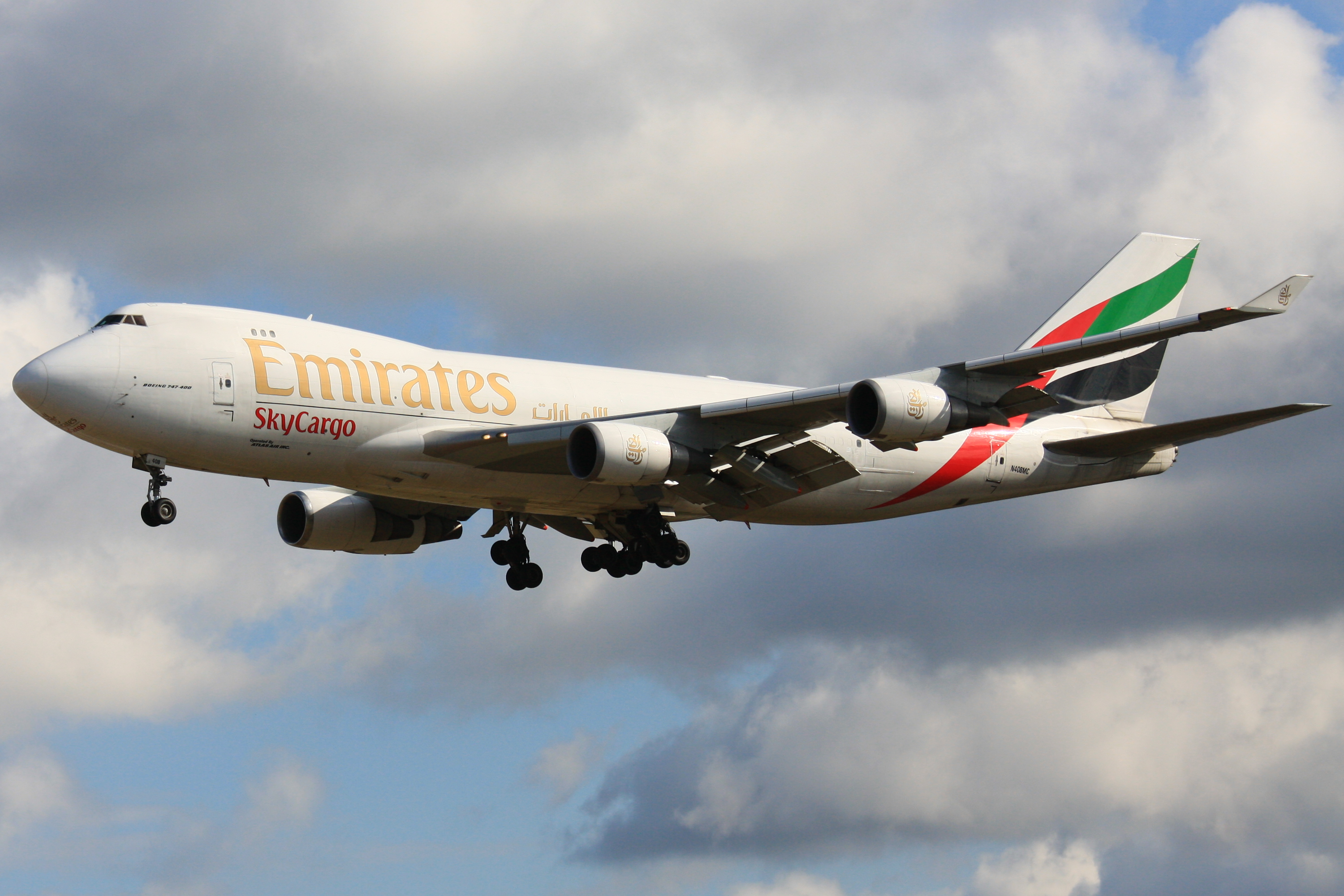
Ancien Boeing 747-400F d’Emirates SkyCargo.

### Débuts
Emirates SkyCargo a été fondée en octobre 1985, en même temps que la compagnie Emirates elle-même. Elle fonctionnait comme une entité distincte de sa maison mère. Durant sa première année, Emirates SkyCargo a traité plus de 10 000 tonnes de fret. La compagnie louait l'ensemble de la flotte cargo à Emirates tout en assurant également la gestion des soutes des avions passagers de la compagnie.
La compagnie a reçu sa première récompense en 1989. Depuis, Emirates SkyCargo a été distinguée par plus de 100 prix internationaux — notamment celui de « Meilleure compagnie cargo desservant le Moyen-Orient » pendant 20 années consécutives.
Le 3 octobre 1993, Emirates SkyCargo a signé un accord avec EC International pour gérer l'ensemble des expéditions de fret depuis les États-Unis vers 24 pays desservis par Emirates au Moyen-Orient, dans le sous-continent indien, en Europe et en Extrême-Orient. De nouvelles liaisons ont été ouvertes à mesure de l’expansion d’Emirates. Amsterdam a ainsi été ajoutée en 1997, année où Emirates SkyCargo représentait 16 % du chiffre d’affaires du groupe Emirates.

### Développement depuis les années 2000
En mai 2003, Emirates SkyCargo a reçu un Boeing 747-400F, portant sa flotte à trois Boeing 747 cargo : deux 747-400F (capacité de 120 tonnes) et un 747-200F (capacité de 110 tonnes). En septembre 2004, la compagnie a lancé des services cargo à destination de Johannesbourg et Lahore. Le 20 novembre 2005, Emirates a annoncé une commande de huit Boeing 777F, dont la livraison du premier exemplaire était prévue en 2007, lors du salon aéronautique de Dubaï.
En 2005, Emirates SkyCargo et Korean Air ont signé un accord de partage de capacité cargo sur deux lignes au départ de l’Inde – Delhi et Mumbai.
Pour l’exercice financier clos en mars 2006, Emirates SkyCargo a annoncé un chiffre d'affaires dépassant le milliard de dollars, avec plus d’un million de tonnes de fret transportées. La flotte comprenait alors quatre avions cargo : un Boeing 747-400F et trois Airbus A310-300F. Cette même année, un service cargo a été lancé vers Barcelone.
Lors du Farnborough Air Show en juillet 2006, Emirates a signé un accord de principe pour l’acquisition de dix Boeing 747-8F équipés de moteurs GEnx de General Electric, pour une valeur estimée à 3,3 milliards de dollars US. En juillet 2008, Emirates a vendu ces dix appareils 747-8F ainsi que les huit 777F commandés auparavant à Dubai Aerospace Enterprises (DAE), tout en convenant de les louer ensuite.
En 2008, Emirates SkyCargo a transféré ses activités vers le nouveau Cargo Mega Terminal de 43 600 m², augmentant la capacité de traitement au sol de 1,2 million de tonnes par an, portant la capacité totale de l’aéroport de Dubaï à 1,6 million de tonnes,.
Le 27 mars 2009, Emirates SkyCargo a réceptionné son premier Boeing 777F, portant sa flotte à huit appareils.
Durant l’exercice 2008–2009, la compagnie a traité 1,4 million de tonnes de fret, soit une hausse de 9,8 % par rapport à l’année précédente. Le chiffre d’affaires généré était de 6,7 milliards AED. Emirates SkyCargo représentait 19 % des revenus du groupe Emirates, qui ont atteint 44,2 milliards AED malgré une chute de 82 % du bénéfice net (à 982 millions AED). Emirates SkyCargo employait plus de 1 000 personnes en 2009.
En novembre 2011, DAE a annulé cinq des commandes de 747-8F, les convertissant en cinq commandes de 777F. En décembre 2012, DAE a annulé les cinq derniers 747-8F restants, Emirates SkyCargo concentrant sa flotte exclusivement sur le 777F.
En avril 2013, Emirates SkyCargo a été élue « Compagnie cargo de l’année » par *Air Cargo News*.
En juillet 2013, la construction d’un terminal SkyCargo a débuté. Une fois achevé, Emirates y transférera ses opérations fret de l’aéroport international de Dubaï vers le nouvel aéroport Al Maktoum. Le chantier est assuré par Amana Contracting and Steel Buildings.
En mai 2015, Emirates SkyCargo est devenue la plus grande compagnie de fret aérien au monde à interdire le transport de trophées de chasse issus de lions, tigres, rhinocéros et éléphants, même obtenus légalement.
Le 1er avril 2020, Emirates a transféré ses opérations de manutention cargo du site Emirates SkyCentral DWC vers l’aéroport international de Dubaï pour moderniser la coordination entre les vols fret et les nouveaux vols cargo.
Le 24 juin 2020, Emirates a introduit une capacité cargo supplémentaire en utilisant 14 Boeing 777-300ER dont les sièges de la classe économique avaient été retirés.
Le 30 juin 2020, Emirates SkyCargo a célébré ses 30 ans de présence à Singapour.
En novembre 2020, Emirates SkyCargo a commencé à utiliser des A380 d’Emirates comme cargos temporaires, surnommés « Mini Freighters », pour répondre à la demande accrue de fret pendant les secondes vagues de COVID-19. Ceux-ci complétaient les 777-300ER déjà convertis. Un A380 peut transporter environ 50 tonnes de fret en soute, soit un peu moins de la moitié de la capacité d’un 777F.
Le 15 novembre 2021, Emirates a annoncé une commande de deux 777F lors du salon aéronautique de Dubaï 2021. Il s’agit de la première commande passée directement à Boeing, sans passer par un bailleur.
Le 8 novembre 2022, Emirates a confirmé une commande ferme de cinq Boeing 777F, dont deux livrables en 2024 et trois en 2025.
Le 16 juillet 2024, Emirates a annoncé une nouvelle commande de cinq Boeing 777F supplémentaires, avec des livraisons prévues entre 2025 et 2026.

## Destinations
En janvier 2025, Emirates SkyCargo exploite des vols cargo dédiés vers 26 destinations et a en outre accès à une capacité de fret sur 61 autres lignes passagers Emirates.

## Flotte

### Flotte actuelle

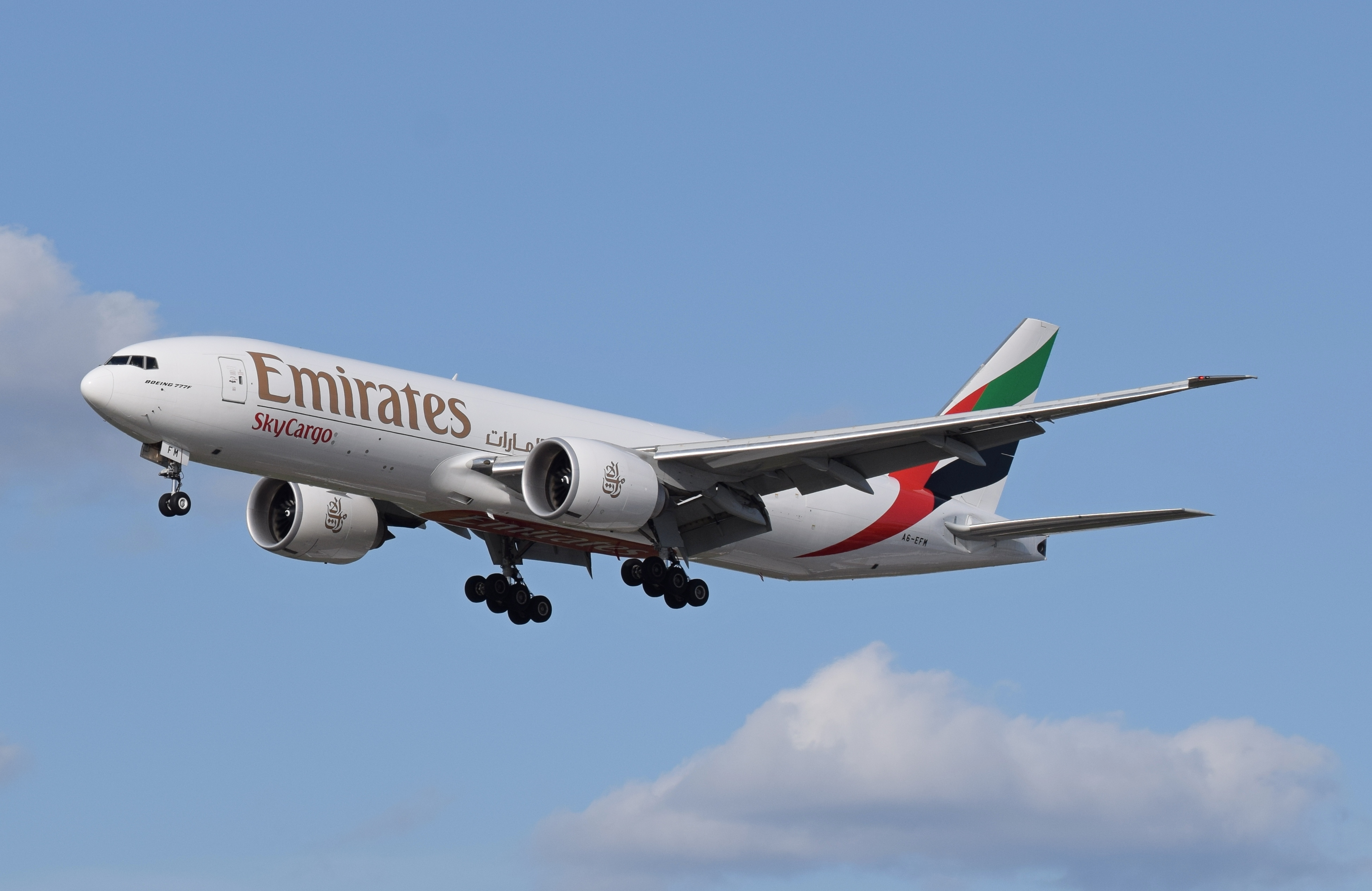
Un Boeing 777F d'Emirates SkyCargo.

En mai 2025, Emirates SkyCargo exploite une flotte exclusivement composée de Boeing 777F :
| Avion               | En service | Commandes | Remarques                                                |
| ------------------- | ---------- | --------- | -------------------------------------------------------- |
| Boeing 777F         | 11         | 6         | 5 sont en location auprès de Dubai Aerospace Enterprise. |
| Boeing 777-300ER/SF | —          | 10,       |                                                          |
| Total               | 11         | 16        |                                                          |

### Ancienne flotte
La compagnie a précédemment exploité les avions suivants :
| Avion             | Nombre | Entrée en service | Retrait | Remarques                             |
| ----------------- | ------ | ----------------- | ------- | ------------------------------------- |
| Airbus A310-300F  | 3      | 2005              | 2009    | [ 30 ]                                |
| Boeing 747-400ERF | 2      | 2017              | 2017    | Loués auprès de ASL Airlines Belgium, |
| Boeing 747-400F   | 4      | 2001              | 2013    | Loués et opérés par Atlas Air         |